# Augsburger Verkehrs- und Tarifverbund

Altes Logo, verwendet von 1985 bis 2011

Die Augsburger Verkehrs- und Tarifverbund GmbH, abgekürzt AVV, ist der Verkehrsverbund der Region Augsburg. Das Verbundgebiet umfasst den öffentlichen Personennahverkehr in der kreisfreien Stadt Augsburg, im Landkreis Augsburg, im Landkreis Aichach-Friedberg sowie im Altkreis Wertingen, der heute zum Landkreis Dillingen gehört. Die vier beteiligten Gebietskörperschaften sind auch die Gesellschafter der GmbH, es handelt sich somit um einen sogenannten Aufgabenträgerverbund. Der AVV grenzt im Osten und Süden an den Münchner Verkehrs- und Tarifverbund (MVV) und die Ostallgäuer Verkehrsgemeinschaft (OVG), im Westen an den Verkehrsverbund Mittelschwaben (VVM) und im Norden an die Verkehrsgemeinschaft Donau-Ries (VDR) und den Verkehrsverbund Großraum Ingolstadt. Das Verbundgebiet ist konzentrisch in Tarifzonen aufgeteilt, die Innenraumzonen 10 und 20 werden dabei von den Zonen 31 bis 98 (mit Lücken) umschlossen.

## Geschichte
Erste Planungen für einen Verkehrsverbund in der Region Augsburg existierten bereits 1974, jedoch wurde erst im Jahr 1985 der Gesellschaftervertrag unterzeichnet, bevor die Verbundgesellschaft schließlich am 1. Juli 1985 ihren Geschäftsbetrieb aufnahm und zunächst einen Testbetrieb mit acht Sektionen startete (1 Mering und Kissing; 2 Eurasberg, Dasing, Friedberg, Aichach und Inchenhofen; 3 Aindling und Pöttmes; 4 Gersthofen, Meitingen, Wertingen, Nordendorf, Donauwörth und Otting-Weilheim; 5 Neusäß, Zusmarshausen, Welden und Altenmünster; 6 Langenneufnach, Gessertshausen, Dinkelscherben und Stadtbergen; 7 Klosterlechfeld, Schwabmünchen und Bobingen; 8 Königsbrunn). Der AVV löste zunächst den Gemeinschaftstarif der Verkehrsgemeinschaft Augsburg (VGA) 1995 ab, bevor diese 1999 ganz aufgelöst wurde. In späteren Jahren wurde das Verbundgebiet sukzessive erweitert, zunächst ab dem 24. September 1989 um den Landkreis Aichach-Friedberg, ab dem 2. Juni 1991 dann um den Raum Welden / Aystetten / Zusmarshausen inklusive Schienenpersonennahverkehr bis Donauwörth sowie ab dem 27. September 1992 um den Raum Diedorf / Gessertshausen / Dinkelscherben. Etwa Mitte der 1990er Jahre wurden Änderungen in den Tarifzonen durchgeführt. So zählte beispielsweise die Haltestelle „Wertachbrücke“ früher zur Zone 20, dagegen gehört sie heute zur Zone 10. Die Stadt Friedberg war früher bereits eine weitere Tarifzone zwischen der heutigen Zone 31 und 32. Im Zuge der neuen Einteilung zählte Friedberg von nun an noch zur Zone 20 und bildet seitdem die bis heute gültige Zonengrenze zur Tarifzone 31 und 32. Zudem gilt der AVV-Tarif seit dem 1. August 2006 auf der Bahnstrecke Donauwörth–Treuchtlingen bis zum Bahnhof Otting-Weilheim im Landkreis Donau-Ries.
2024 begannen Verhandlungen zu einem „Zusammenschluss“ mit dem Münchner Verkehrs- und Tarifverbund (MVV) mit dem Ziel einer Vereinfachung und Angleichung des Tarifsystems und Nutzung von Synergiepotenzial. Die Kooperation sollte ursprünglich zum 1. Januar 2026 mit einer Übergangskonstruktion beginnen, jedoch wurde die Fusion aufgrund zu großem Zeitdruck um ein Jahr verschoben und soll nun erst zum Dezember 2026 erfolgen. Grundsätzlich halte man an den Plänen fest, so AVV-Aufsichtsratschef Martin Sailer in einer Pressemitteilung. Man wolle sich mehr Zeit lassen, um alle offenen Fragestellungen im Vorfeld sinnhaft mit allen Beteiligten klären zu können. Bis zur Sommerpause haben Landkreise und Stadt Zeit, um eine Grundsatzentscheidung zu fassen, da noch unklar ist, ob alle Beteiligten eine Fusion mit dem größeren MVV anstreben. Besonders aus der Stadt Augsburg gab es Klärungsbedarf zur Zukunft des kostenfreien Innenstadt-Nahverkehrs und zur Kostenfrage, da die AVV-Mitglieder auf Unterstützung vom Freistaat hoffen, um Umstellungskosten oder Verluste durch veränderte Tarife zu kompensieren. Dem Vernehmen nach hat der Freistaat im aktuellen Haushalt aber kein Geld für das Projekt, was ebenfalls zur zeitlichen Verschiebung beigetragen haben könnte.

## Beteiligte Unternehmen
In den AVV sind heute folgende Verkehrsunternehmen integriert:

### Regionalbahn
- Arverio Bayern
- DB Regio AG
- BRB – Bayerische Regiobahn GmbH

### Stadtbus und Straßenbahn
- AVG – Augsburger Verkehrsgesellschaft mbH

### Regionalbus
- Baumeister Reisen
- BBS Reisen (BBS Brandner KG)
- Betzmeir-Reisen GmbH
- DB Regio Bus, Region Bayern
  - DB Regio Bus Bayern GmbH (DRB)

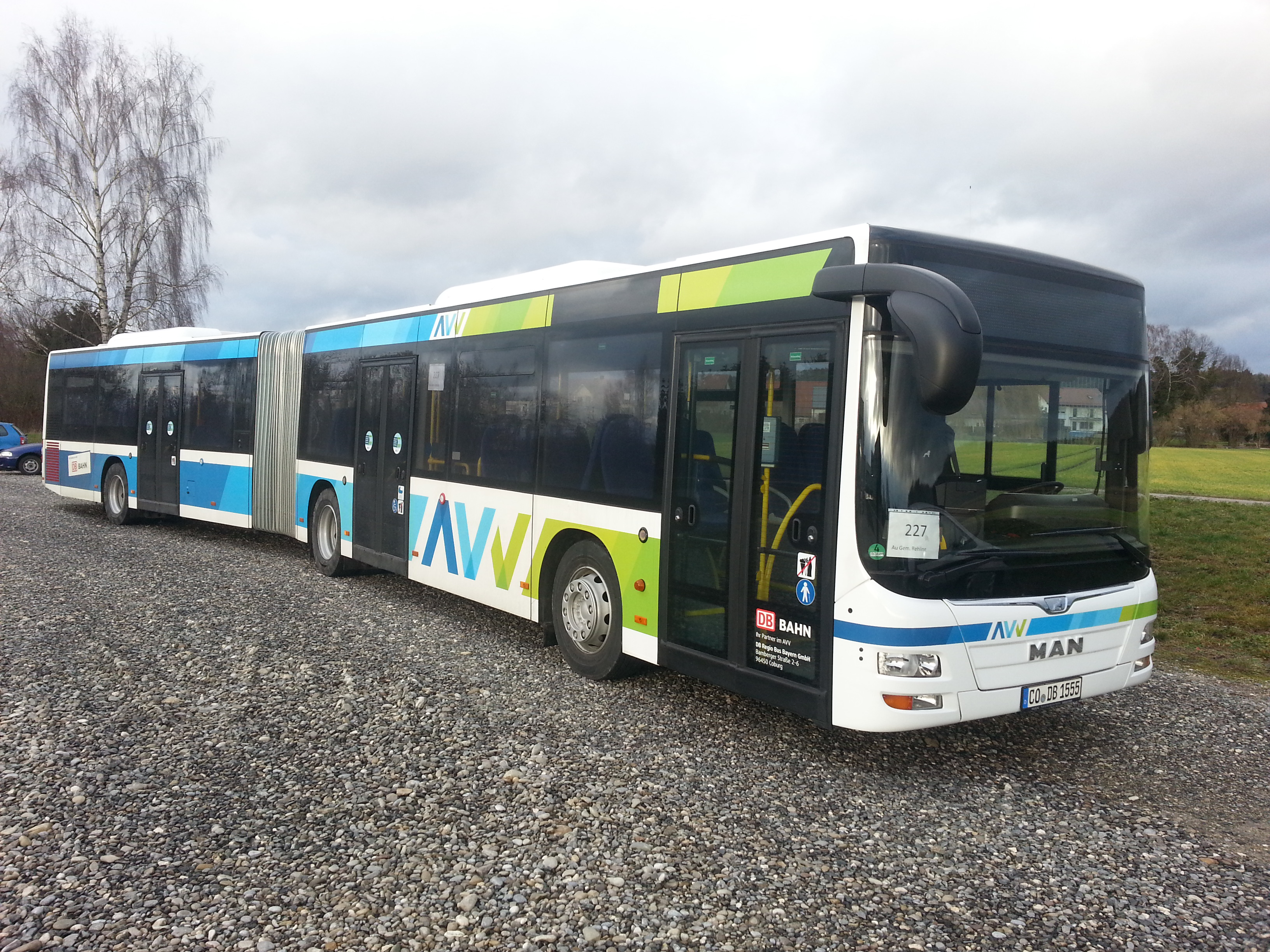
Bus der DB Regio Bus Bayern GmbH (DRB)

- Demmelmair Omnibusbetrieb GmbH & Co. KG (Josef Demmelmair)

- Dirr-Reisen GmbH

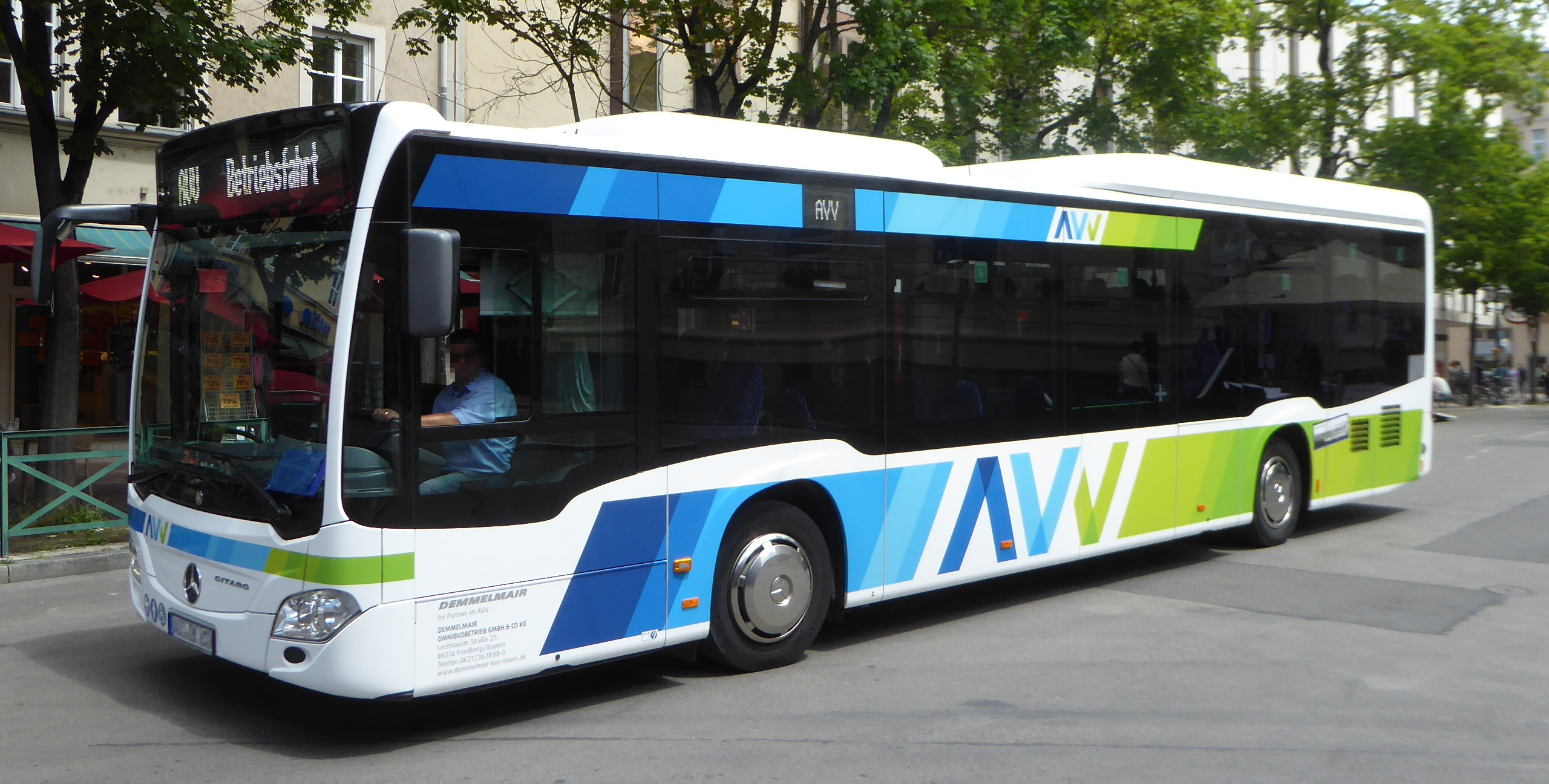
Bus der Firma Demmelmair auf Betriebsfahrt

- Egenberger Reisen (Egenberger Verkehrs GmbH)
- Gai Reisen
- GVG – Gersthofer Verkehrsgesellschaft mbH
- HZ Linienverkehr GmbH (Helmut Ziegelmeier)
- Kirner Reisen (Karl Kirner)
- Ludwig Tours (Fritz Ludwig)
- Magg-GmbH & Co. KG Omnibusverkehr
- Reisespaß Bögler Busunternehmen (Johann Bögler)
- Omnibus-Unternehmen Johann Spangler (Leonhard Pfisterer e.K.)
- RBA – Regionalbus Augsburg GmbH
- Schäffler Reisen (im Auftrag der AVG – Linie 38)
- Schick Hermann Omnibusverkehr e.K.
- Schwabenbus GmbH
- Schwaben Mobil Nahverkehr Service GmbH (eigene Schreibweise SchwabenMobil) (Werner Ziegelmeier)

- Stauden Express GmbH

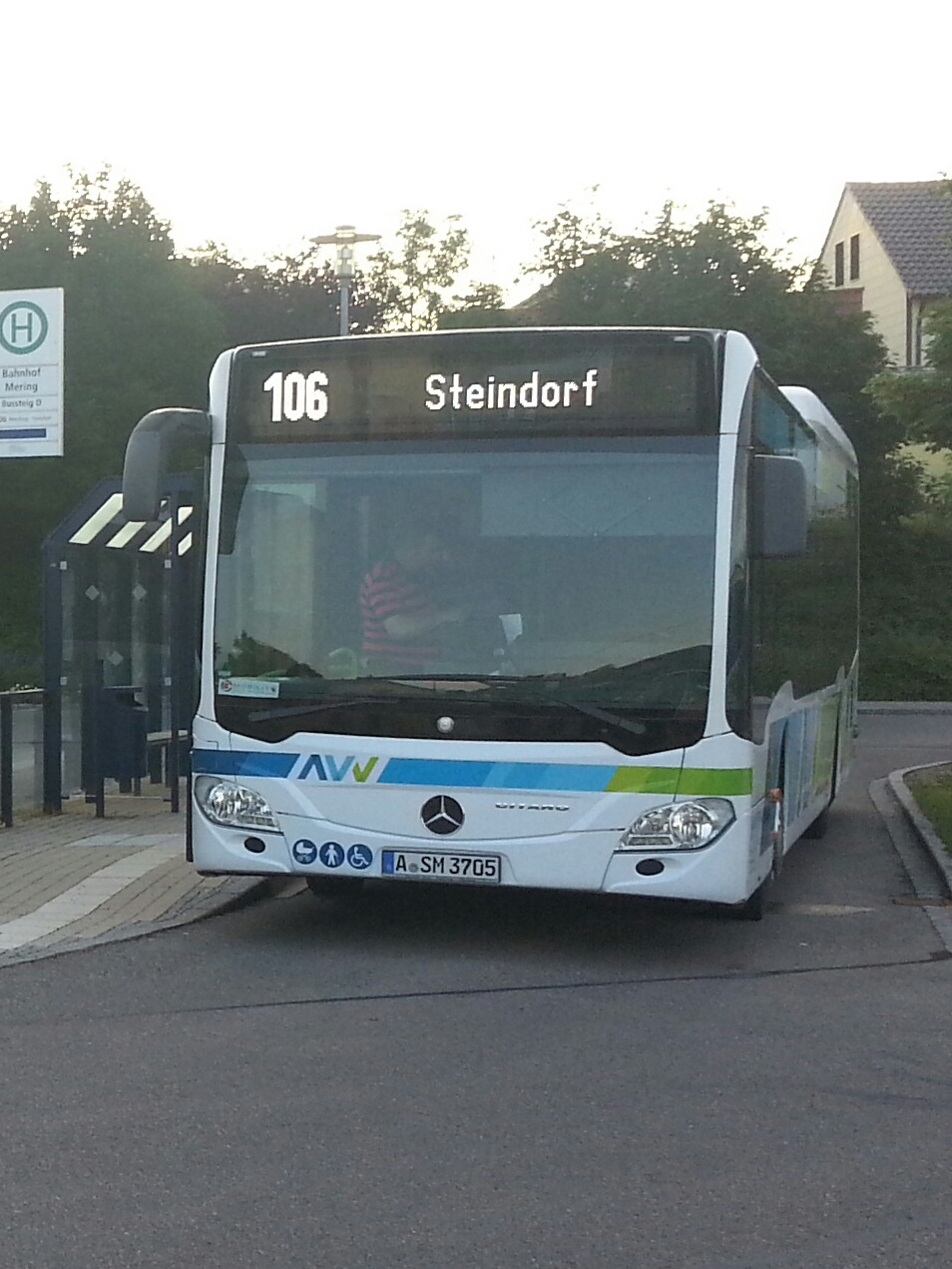
Bus der Firma Schwabenmobil auf Linie 106 in Mering

- Storz Reisen (im Auftrag der AVG – Linie 43)
- Stuhler Reisen GmbH
- Z MOBILITY – WERNER ZIEGELMEIER GmbH

### AST Anruf-Sammel-Taxi
- Taxi Augsburg eG
- Taxi- und Kleinbus Eberl
- Taxi Ruf (im Auftrag der DB Regio Bus Bayern GmbH)
- Taxi Schmaus (im Auftrag der DB Regio Bus Bayern GmbH)

## Liniennummersystem
| Liniennummernblock | Gebiet                                                                             |
| ------------------ | ---------------------------------------------------------------------------------- |
| 01–099             | Stadtverkehr Augsburg bzw. Netz der ehemaligen Verkehrsgemeinschaft Augsburg (VGA) |
| 100–199            | Raum Mering – Kissing                                                              |
| 200–299            | Raum Aichach – Friedberg                                                           |
| 300–399            | Raum Pöttmes – Aindling                                                            |
| 400–499            | Raum Wertingen – Meitingen                                                         |
| 500–599            | Raum Zusmarshausen – Welden – Aystetten – Neusäß                                   |
| 600–699            | Raum Dinkelscherben – Gessertshausen                                               |
| 700–799            | Raum Schwabmünchen – Bobingen – Königsbrunn                                        |

## Kennzahlen
Von 2007 bis 2015 wurden innerhalb des Augsburger Verkehrs- und Tarifverbunds jährlich zwischen 76 und 78 Millionen Fahrgäste befördert. Innerhalb dieser acht Jahre blieb die Anzahl der gefahrenen Wagen- und Zugkilometer relativ konstant bei rund 24 Millionen. Das nebenstehende Diagramm gibt die einzelnen Kennzahlen mit Bezug zum Geschäftsjahr wieder.

## Kritik
Trotz vieler Proteste in der Bevölkerung wurden die Preise während der letzten Jahre kontinuierlich erhöht. Durch eine Tarifreform sollten Pendler entlastet werden. Dies betrifft allerdings nur einen Bruchteil der Nutzer – für die meisten bedeutete die Einführung des Kurzstreckentickets eine Preiserhöhung. Ebenso ist der Nachttarif entfallen, sodass sich für nachtaktive Personen der Ticketpreis effektiv erhöht hat.

## Trivia
Fahrgäste mit der von den Stadtwerken Augsburg ausgegebenen Chipkarte Karocard mussten bis zum Fahrplanwechsel 2017/18 aus „technischen Gründen“ in allen Regionalzügen und -bussen zusätzlich einen Papierfahrschein mitführen. Dies ist seitdem nicht mehr nötig.